# Biatlon
Biatlon (in het Engels geschreven als biathlon)  is een skisport, namelijk een langlaufwedstrijd waarbij de deelnemers op bepaalde punten moeten geweerschieten op een doel. Wordt dat doel gemist, dan betekent dit tijdverlies in de meeste varianten, doordat een extra strafronde moet worden gelopen voor men op het eigenlijke parcours verder mag gaan. 

## Geschiedenis

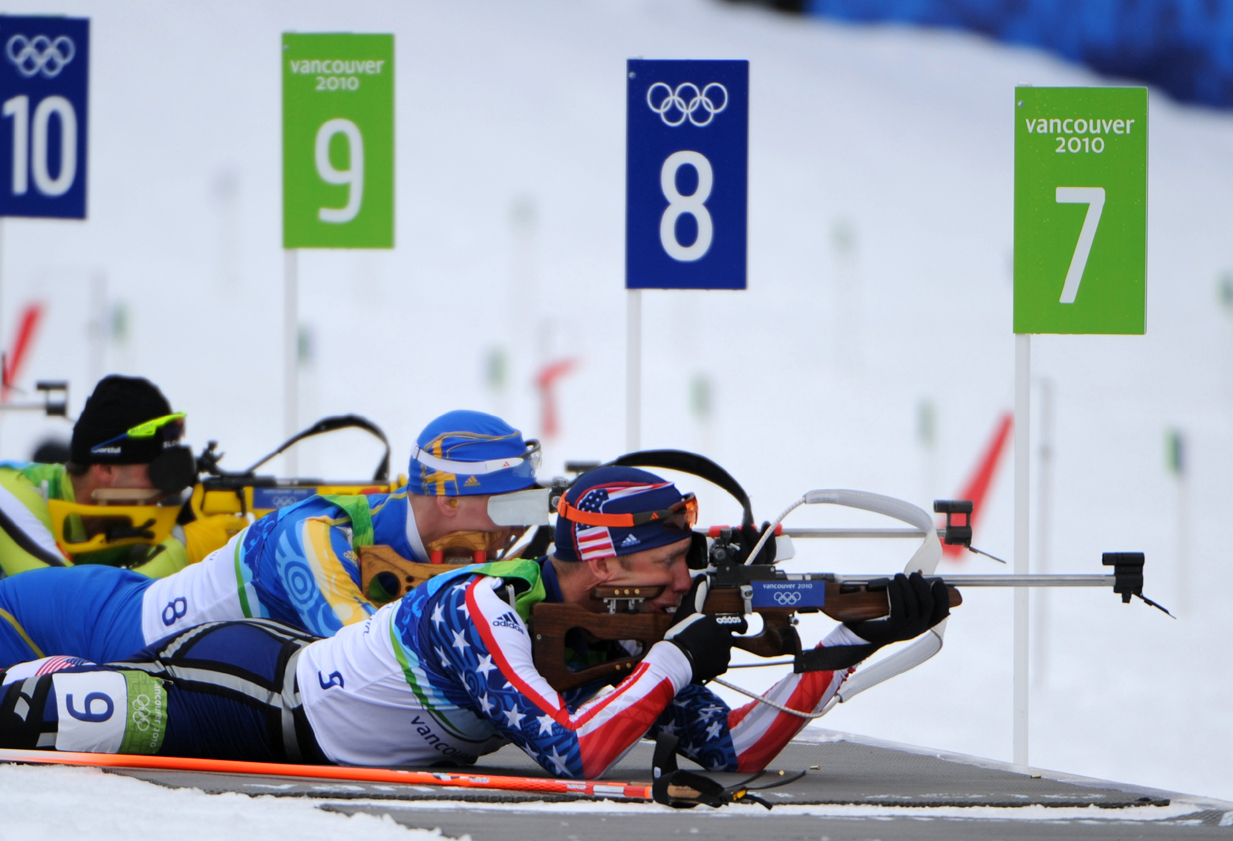
Liggend schieten tijdens de Olympische Spelen 2010

Biatlon vindt zijn oorsprong in oefeningen voor Noorse soldaten; de eerste bekende wedstrijd vond plaats in 1767 tussen compagnies van de grenspolitie. Langzaamaan breidde de sport zich uit over Scandinavië en ze werd als demonstratiesport opgenomen in de Olympische Winterspelen van 1924, 1928, 1936 en 1948, maar het werd geen officiële Olympische sport omdat ze nog geen algemeen aanvaarde reglementen had. In 1948 voegde biatlon zich bij de UIPM, de internationale unie van moderne vijfkamp, die dan de UIPMB werd, de Union Internationale de Pentathlon Moderne en Biathlon.
Het eerste officiële wereldkampioenschap biatlon vond plaats in 1958.
De eerste maal dat biatlon op het officiële programma van de Olympische Winterspelen stond, was in 1960 in Squaw Valley (voor de mannen) en in 1992 in Albertville (voor de vrouwen).
Naast de jaarlijkse wereldkampioenschappen is er sinds 1977 ook een wereldbekercompetitie biatlon. Waar het wereldkampioenschap in één wedstrijd wordt beslist, wordt de wereldbeker gewonnen door degene die op een aantal wedstrijden gedurende het gehele seizoen de meeste punten heeft verzameld.
In 1993 werd een afzonderlijke sportbond, de IBU (International Biathlon Union) opgericht, die in 1998 officieel afsplitste van de UIPMB. Biatlon is daarmee, samen met Ski Mountaineering, een van de twee skisporten die niet onder het toezicht van de internationale skifederatie FIS staat.
De IBU heeft veel inspanningen geleverd om de populariteit van de sport te verhogen, onder meer door nieuwe wedstrijdformules in te voeren die aantrekkelijk zijn voor de (televisie-)toeschouwers.
In Nederland wordt de biatlonsport vertegenwoordigd door de Nederlandse Ski Vereniging. In België is dat Belgium Biathlon, een vereniging uit de Duitstalige Oostkantons. Tijdens de Olympische Winterspelen van 2018 in Pyeongchang namen voor het eerst Belgische biatleten deel.

## Wedstrijdformules

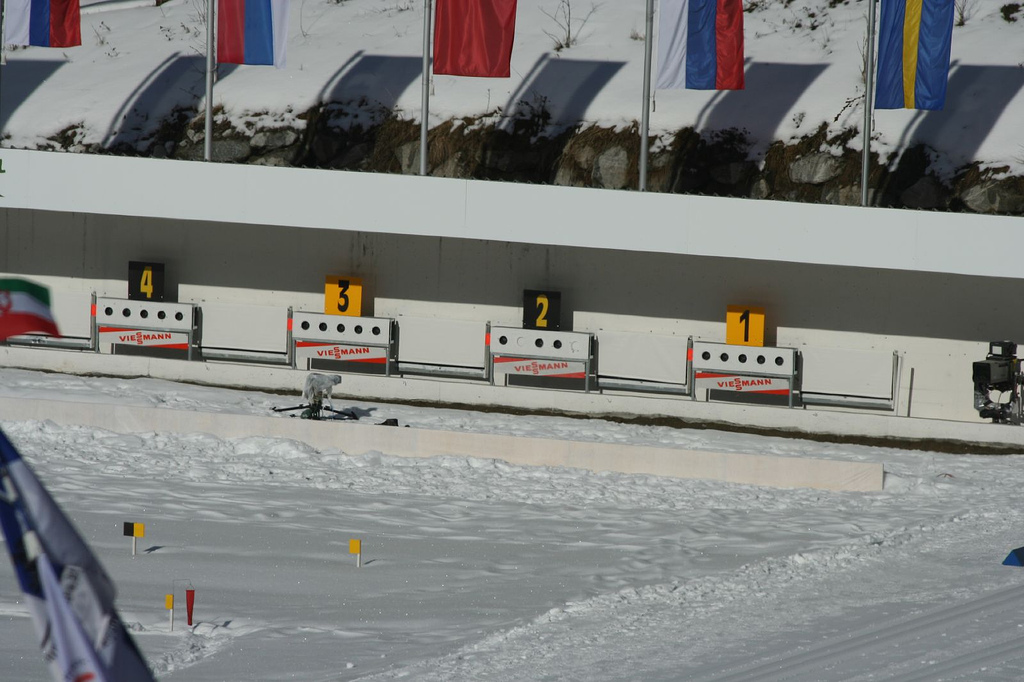
De schietschijven

Voor het skiën zelf is de keuze van de skistijl vrij; in de praktijk betekent dit dat iedereen de vrije stijl of het skaten gebruikt. De wapens, die de atleten op hun rug meedragen bij het skiën, zijn lichtgewicht (3,5 kg) geweren met een kaliber van 5,6 mm (.22), die manueel moeten worden geladen. De doelen waarop geschoten wordt bevinden zich op een afstand van 50 meter en hebben een diameter van 45 mm bij het liggend schieten, en 115 mm bij het staand schieten. Het zijn telkens vijf zwarte schijven die wit worden als ze getroffen worden (tijdens televisie-uitzendingen van biatlon ziet men deze tijdens het schieten als zwarte stippen in een witte balk die verdwijnen als er schijven getroffen worden; als er gemist wordt, licht de witte balk kort rood op). In de individuele proeven heeft men vijf kogels om de vijf schijven te treffen; in de estafettes zijn er per schietbeurt drie reservekogels. Naargelang het soort proef wordt voor iedere niet getroffen schijf een straftijd aangerekend of moet de atleet voor iedere niet getroffen schijf een strafronde van 150 meter afleggen.
De verschillende proeven die momenteel in de biatloncompetitie voorkomen zijn:

### Individuele proef

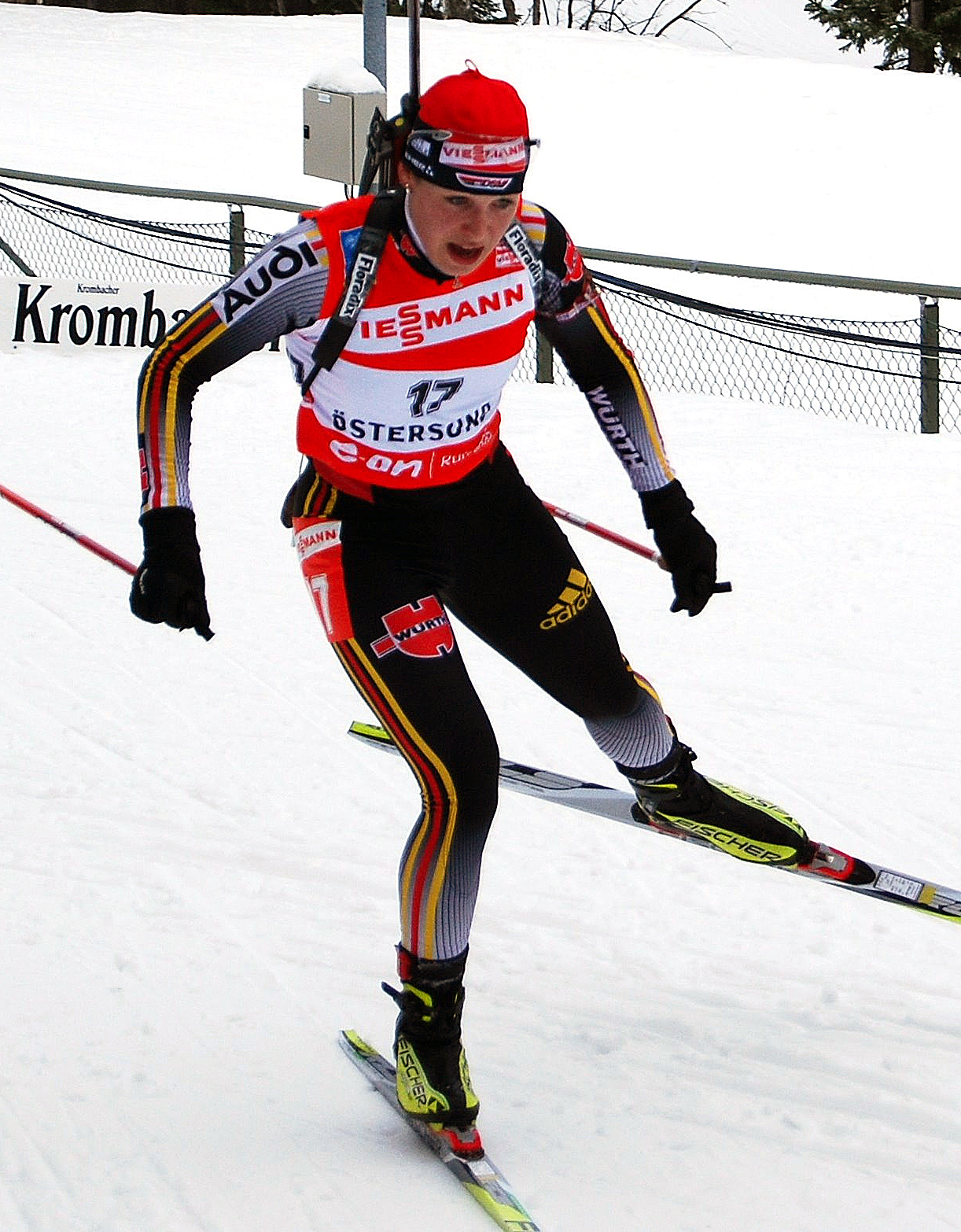
Magdalena Neuner lopend

De individuele proef, over 20 km voor mannen en 15 km voor vrouwen, is de oudste proef in het biatlon. De atleten starten afzonderlijk met tussenpozen. Tijdens de proef moet viermaal geschoten worden, achtereenvolgens liggend, staand, liggend en staand. Voor elke niet getroffen schijf wordt één minuut straftijd aangerekend, en geen 150 meter extra. De straf is dus dubbel zo hoog. Hierdoor wordt dit onderdeel ''de wedstrijd van de schutters'' genoemd. Vaak heeft de individuele proef verrassende uitslagen, omdat goed schieten extra beloond wordt. De individuele proef komt niet vaak voor in de wereldbeker, maar het seizoen opent vaak wel met deze proef.

### Sprint
De sprintafstand is de helft van die van de individuele proef: 10 km voor mannen en 7,5 km voor vrouwen. Er moet tweemaal geschoten worden, respectievelijk liggend en staand. Ook hier starten de atleten afzonderlijk na elkaar (meestal met een interval van dertig seconden). Per gemiste schijf moet de atleet een strafronde van 150 meter afleggen. Na een sprint volgt vaak, maar niet altijd, een achtervolging. De top 60 plaatst zich hiervoor. De achterstanden in tijd worden meegenomen naar de achtervolging.

### Achtervolging
In de achtervolging starten de atleten in de volgorde van de uitslag en met inachtneming van de tijdsverschillen uit een vorige proef, gewoonlijk een sprint. De winnaar van die vorige proef start dus als eerste, gevolgd door de tweede na een tijd gelijk aan diens achterstand na de sprint, en zo verder. Dit betekent dat degene die als eerste de finishlijn overschrijdt meteen ook de winnaar is. De af te leggen afstand is 12,5 km voor mannen en 10 km voor vrouwen; er zijn vier schietbeurten, respectievelijk liggend, liggend, staand en staand, en er moeten strafrondjes gelopen worden voor elke gemiste schijf. Deze proef wordt ook wel "jachtstart" genoemd.

### Massastart

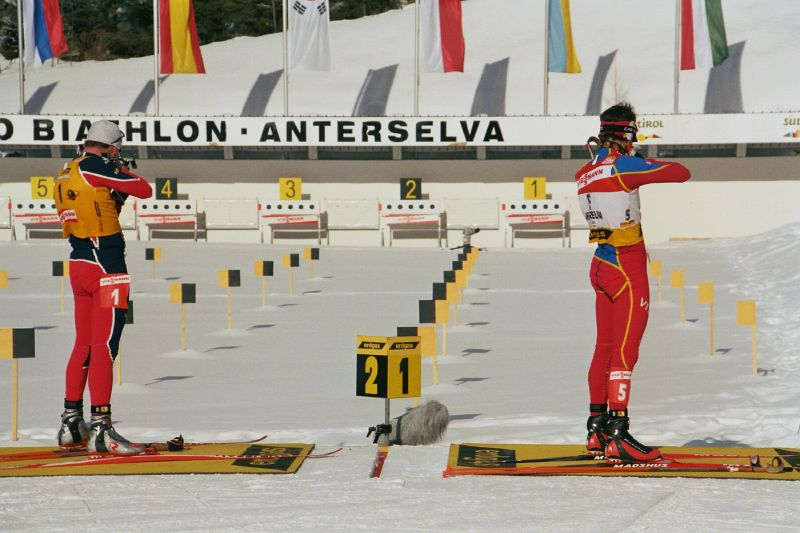
Raphael Poiree en Ole Einar Bjørndalen bij het staand schieten

Bij de massastart vertrekken alle deelnemers tegelijk. Vanwege het risico op valpartijen bij het skiën in groep, en het beperkt aantal schietposities op de schietstand, kan er slechts een klein aantal atleten deelnemen aan deze proef (in de wereldbeker mogen 30 atleten deelnemen). De afstand is 15 km voor mannen en 12,5 km voor vrouwen; er moet viermaal geschoten worden, in de volgorde liggend, liggend, staand, staand, en voor elke gemiste schijf moet er een strafronde gelopen worden. In de wereldbeker mag de top 25 van de overall wereldbeker op dat moment meedoen, plus de 5 beste atleten van de wedstrijden eerder gehouden op de locatie tijdens de wereldbekerronde die geen deel uitmaken van de top 25. De massastart is altijd de afsluiter van een wereldbekerseizoen, kampioenschap of Olympische Spelen.

### Estafettes
De estafette wordt gelopen met teams van vier biatleten, die elk 7,5 km (mannen) of 6 km (vrouwen) afleggen, met twee schietbeurten (liggend resp. staand). De eerste lopers starten tegelijk. De aflossing gebeurt door het lichaam van de volgende atleet aan te tikken binnen de daartoe voorziene zone. In deze proef zijn er per schietbeurt drie reservepatronen beschikbaar; pas wanneer er na de acht schoten nog schijven overblijven die niet zijn geraakt moet er een strafronde van 150 m gelopen worden voor elke misser. De extra patronen dienen handmatig geladen te worden wat een tijdverlies oplevert van een kleine 10 seconden per patroon.
Vanaf 2005 is ook een gemengde estafette opgenomen in het programma. Hierbij bestaan de teams uit twee vrouwen en twee mannen, die een afstand van viermaal 6 km afleggen. De volgorde van de atleten wordt per wedstrijd afgewisseld, vrouw/vrouw/man/man of man/man/vrouw/vrouw. Verder is het verloop hetzelfde als bij de andere estafettes. 
In 2014 is ook de enkele gemengde estafette geïntroduceerd. Hierbij bestaan de teams uit één vrouw en één man, die 6 km en 7,5 km afleggen. Ook hier wisselt de volgorde per wedstrijd tussen man/vrouw/man/vrouw en vrouw/man/vrouw/man. De wedstrijd bestaat uit 9 rondes van 1,5km en 8 schietbeurten. De strafronde is hier niet 150 maar 75 meter. De biatleet doet eerst 2 rondes waarbij tussendoor 1x liggend en 1x staand wordt geschoten. Anders dan bij de andere estafettes, wordt er nu na elke 2e schietbeurt (en eventuele strafronde(s)) direct gewisseld en wordt er geen slotronde gelopen. De atleet die na de laatste wissel in actie komt loopt echter wel een slotronde. Omdat een land voor dit onderdeel per geslacht maar 1 goede biatleet nodig heeft, doen kleinere landen het op dit onderdeel vaak stukken beter ten opzichte van de gemengde estafette met 4 biatleten. Het onderdeel is niet Olympisch, wel staat het op het programma bij het WK. Beide gemengde estafettes worden tijdens een wereldbekerronde op dezelfde dag gehouden, atleten moeten dus vaak kiezen aan welke ze meedoen. In uitzonderlijke gevallen doet een biatleet uit een kleiner land echter ook wel eens mee aan beide estafettes omdat men door bijvoorbeeld ziekte of blessures anders geen team kan opstellen op een van de gemengde estafettes.

### Ploegproef
De proef per ploeg of per team is een wedstrijdformule die niet meer wordt gebruikt in de moderne biatlon, maar die vroeger onder meer nog op het programma van de Olympische Spelen stond. Hierbij moest een team van vier atleten samen de proef afleggen. Bij het schieten moesten eerst twee atleten liggend schieten, en in de volgende schietbeurt de andere twee staand. Bij een misser moesten de twee niet-schietende atleten een strafronde lopen. De vier moesten ook samen aankomen (max. 15 seconden tussen de eerste en de vierde), anders kwam er een straftijd bij.

## Internationale wedstrijden

### Wereldbeker
De wereldbeker biatlon is een competitie die sinds het seizoen 1977/1978 voor mannen en sinds 1982/1983 voor vrouwen wordt georganiseerd door de IBU. Het betreft een regelmatigheidsklassement waar gedurende het hele seizoen punten worden gehaald in de diverse wedstrijden, de atleet of atlete die aan het einde van het seizoen het meeste punten heeft wint de algemene wereldbeker.

### Europese beker
De Europese beker biatlon is een competitie die vergelijkbaar is met de wereldbeker, de deelnemers zijn atleten die niet tot het A-team van hun land behoren of atleten uit landen die niet tot de wereldtop in het biatlon horen. De term "Europese beker" of "Europabeker" is in die zin misleidend dat ook biatleten uit niet-Europese landen mogen deelnemen.

### Wereldkampioenschappen
De wereldkampioenschappen biatlon worden sinds 1958 georganiseerd door de IBU. De WK worden jaarlijks georganiseerd, met dien verstande dat in een jaar waarin ook de Olympische Winterspelen worden gehouden, enkel de niet-olympische disciplines op het programma staan. De wereldkampioenschappen werden voor vrouwen pas georganiseerd in 1984, vanaf 1989 worden de wereldkampioenschappen voor vrouwen en mannen samen gehouden. Vanaf 2014 zijn alle disciplines olympisch en worden de olympische jaren overgeslagen.

### Olympische Winterspelen
Biatlon is voor mannen sinds 1960 een Olympische discipline, voor vrouwen werd biatlon pas olympisch in 1992.

### World Team Challenge
De World Team Challenge (ook wel Biathlon auf Schalke) is een populair biatlonevenement in Duitsland. Het werd voor het eerst georganiseerd in 2002 en vindt plaats in de Veltins-Arena in Gelsenkirchen. De WTC telt niet mee voor de wereldbeker maar brengt elk jaar grote namen aan de start. Het betreft een gemengde wedstrijd waarbij één man en één vrouw uit hoofdzakelijk hetzelfde land een team vormen.

## Competitiewinnaars
- Lijst van Olympische medaillewinnaars biatlon
- Lijst van wereldkampioenen biatlon
- Lijst van wereldbekerwinnaars biatlon